# Cayugové
Cayugové (Gayogohó:no’) nebo též „Lidé velké bažiny“ jsou jedni z původních obyvatel Severní Ameriky. Je to kmen, který se kolem 16. století přidal do tzv. Irokézské ligy - uskupení pěti, později šesti, kmenů s podobnou kulturou, jazykem atd. Jejich původním domovem byla oblast Finger Lakes poblíž jezera Cayuga Lake v dnešním státě New York. Roku 1660´ bylo 1 500 Cayugů, v roce 1778´ jejich počet klesl na 1 000. Když začala Americká válka za nezávislost, velká část kmene byla deportována do Kanady, odkud se už nikdy nevrátila. Zbytek kmene, který zůstal v USA, se připojil k ostatním kmenům Ligy. Někteří z nich odcházejí v Ohio, kde jsou známi spíš jako „Seneca of the Sandusky“, a svou pouť ukončují v Indian Teritory, ve státě Oklahoma. Část z nich se připojila k Oneidům ve Wisconsinu, část zůstala s ostatními Irokézy v New Yorku. Většina z nich se ale nachází v rezervaci Grand River v Ontariu, Kanada.